# Gustav Adolf Scheel
Gustav Adolf Scheel (Rosenberg, Baden, 22 de novembro de 1907 — Hamburgo, 25 de março de 1979) foi um médico alemão.
Foi "multifuncionário" na época da Alemanha Nazi (membro da SA e da SS, organizador do SD no sudeste, Gauleiter em Salzburg a partir de novembro de 1941). Como comandante da polícia de segurança e do SD, organizou em outubro de 1940 a deportação dos judeus de Karlsruhe para os campos de extermínio no leste.